# Anderson Andrade Antunes
Anderson Andrade Antunes (født 15. november 1981) er en brasiliansk fodboldspiller.